# Castello di Pontivy

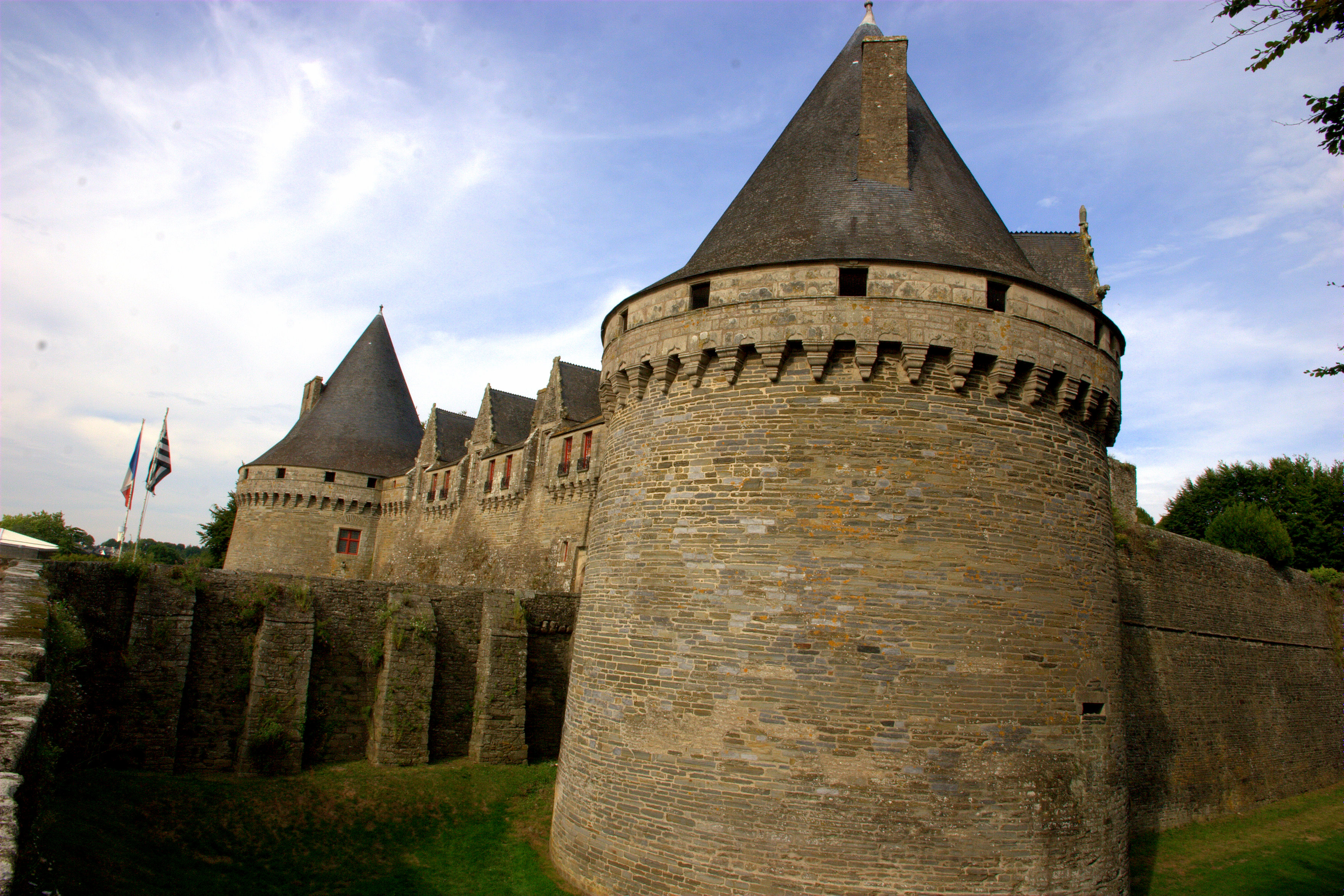
Torri del castello

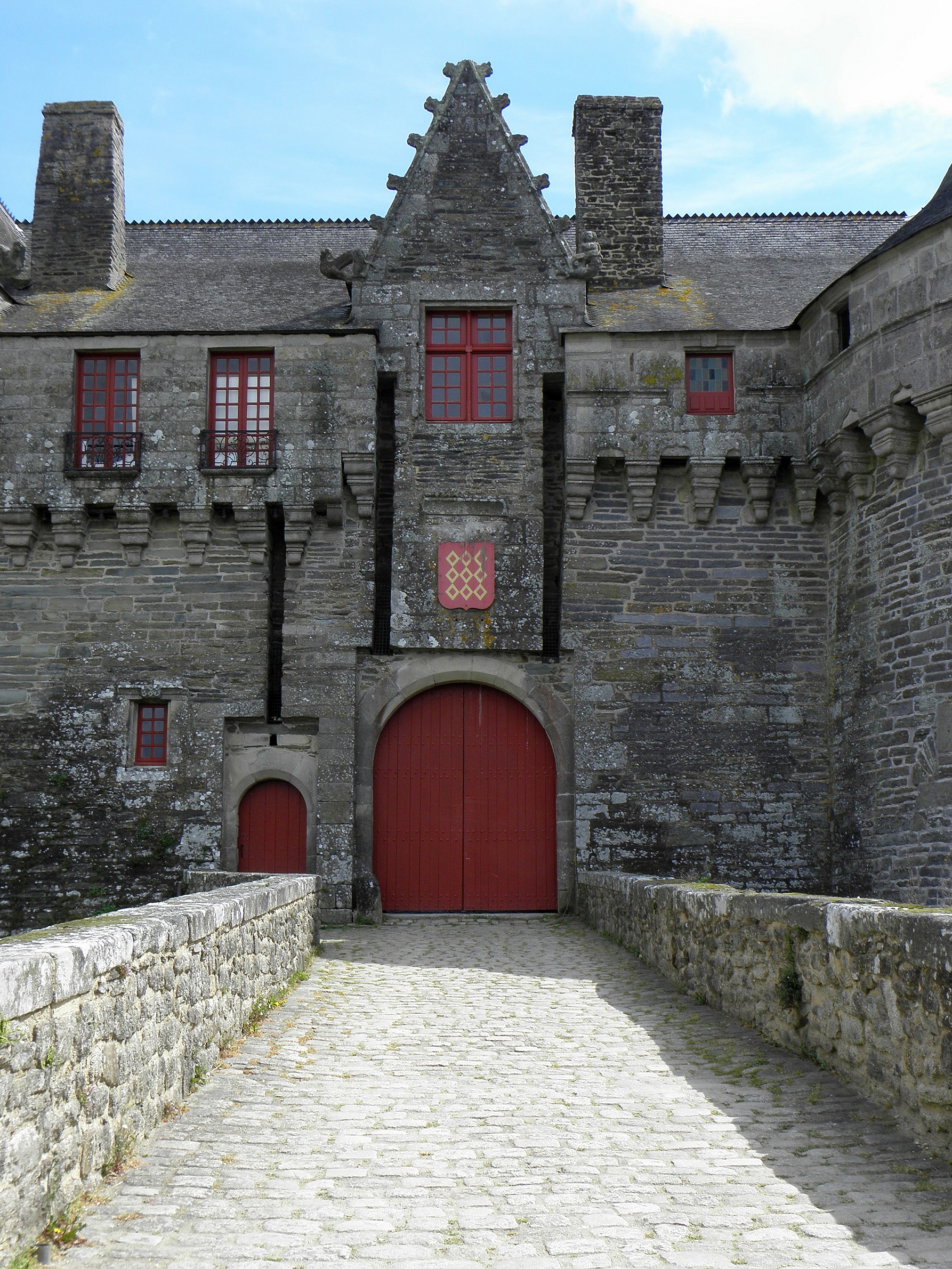
Ponte del castello

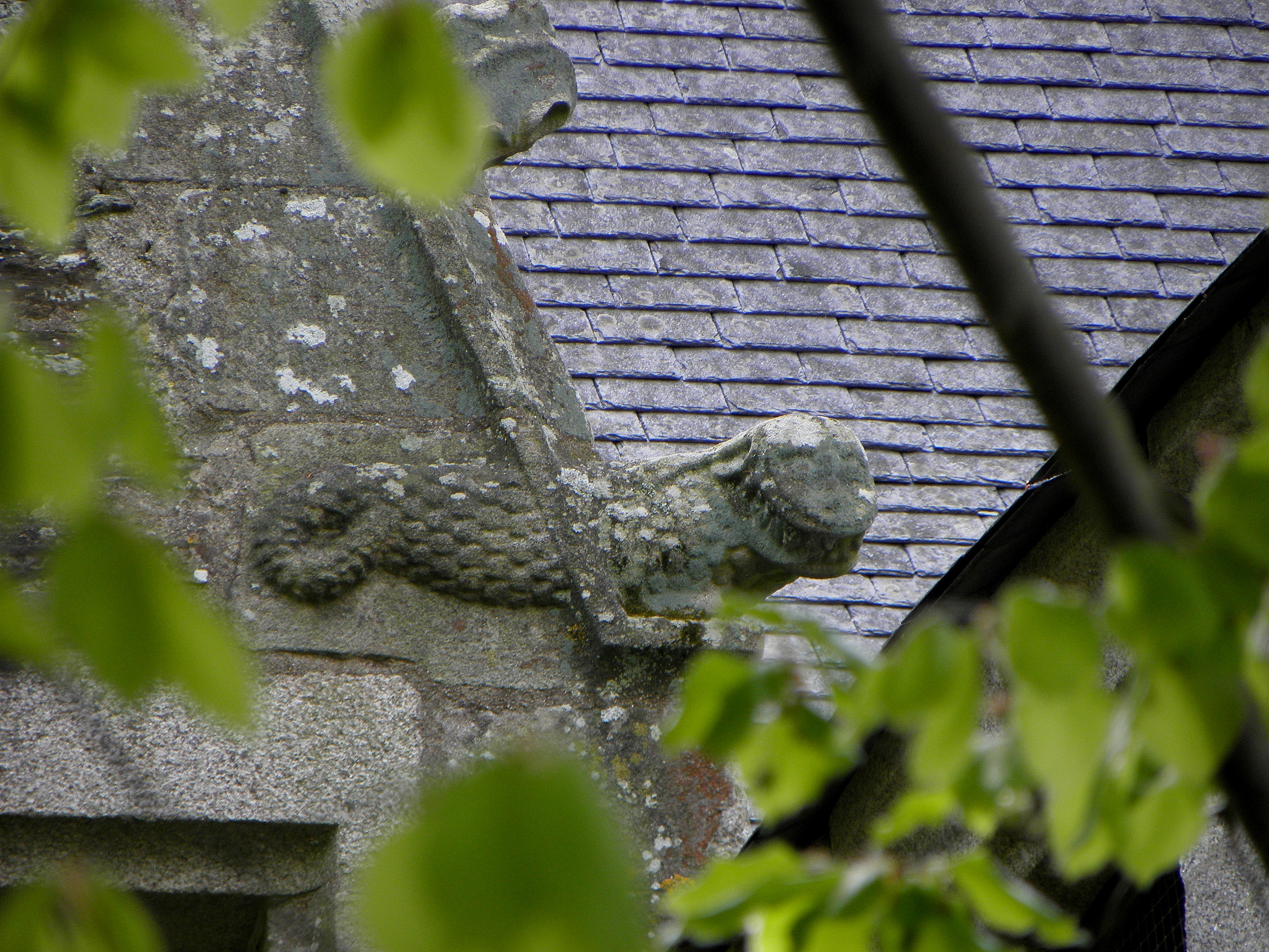
Scultura del castello

Il castello di Pontivy (in francese: Château de Pontivy; in bretone: Kastell Pondi(vi)), noto anche come castello dei Rohan (in francese: Château des Rohan; in bretone: Kastell ar Roc'haned) è un castello fortificato della cittadina francese di Pontivy, nel dipartimento bretone del Morbihan (Francia nord-occidentale), costruito tra il XV e il XVI secolo dai visconti di Rohan. Si tratta di un tipico esempio di architettura militare bretone del periodo.

## Storia
Dopo che, a partire dal 1396, Pontivy era diventata la capitale del Viscontado di Rohan, nel 1479 venne commissionata da Giovanni II di Rohan, soprannominato il "grande visconte", la costruzione di un castello in loco.
Nel 1488 il castello fu assediato in seno alla guerre franco-bretoni.
Nel secolo successivo, segnatamente nel 1539, il castello fu conquistato dalle truppe cattoliche in seno alle guerre di religione.
Nel 1953, il castello di Pontivy fu classificato come monumento storico.
Nel 2014, a causa delle intemperie, parte delle mura del castello iniziarono a incurvarsi e venne così programmata un'opera di restauro dell'edificio. Il castello fu riaperto al pubblico nel 2018.

## Architettura
Il castello si erge nell'estremità settentrionale della città vecchia di Pontivy.
L'edificio è realizzato in scisto e granito, materiali particolarmente diffusi in Bretagna. La facciata del castello si caratterizza per la presenza di due torri circolari.

## Cultura
L'edificio è aperto al pubblico da febbraio a novembre.
Nel periodo estivo, si svolgono all'interno del castello mostre e spettacoli.
In particolare, l'edificio ospita due mostre permanenti, una dedicata all'artista giapponese Koki Watanabe e una dedicata allo scultore svizzero Gaston Schweitzer.